# Chiromantis nongkhorensis
Espèce
Synonymes
- Philautus nongkhorensis Cochran, 1927
- Chirixalus nongkhorensis (Cochran, 1927)
- Rhacophorus striatus Ahl, 1930

Statut de conservation UICN

 LC  : Préoccupation mineure
Chiromantis nongkhorensis est une espèce d'amphibiens de la famille des Rhacophoridae.

## Répartition
Cette espèce se rencontre en Inde, en Malaisie, en Birmanie, au Cambodge, au Laos, en Thaïlande et au Viêt Nam. Elle est présente du niveau de la mer jusqu'à 1 700 m d'altitude.

## Étymologie
Son nom d'espèce, composé de nongkhor et du suffixe latin -ensis, « qui vit dans, qui habite », lui a été donné en référence au lieu de sa découverte, Nong Khor dans le sud-est du Siam (ancien nom de la Thaïlande).

## Publication originale
- Cochran, 1927 : New reptiles and batrachians collected by Dr. Hugh M. Smith in Siam. Proceedings of the Biological Society of Washington, vol. 40, p. 179–192 (texte intégral).